# Streckhof

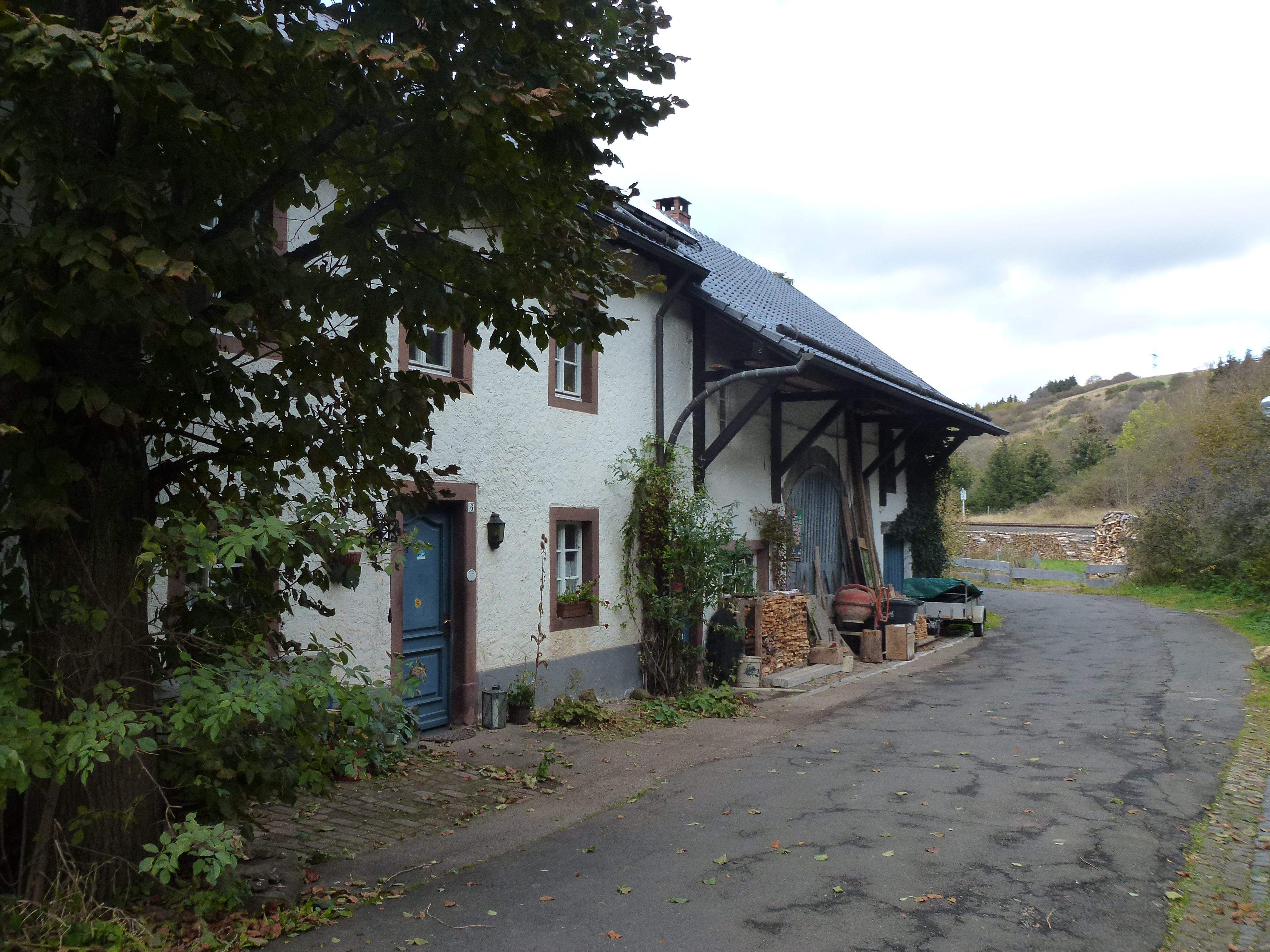
Streckhof in Jünkerath, Eifel

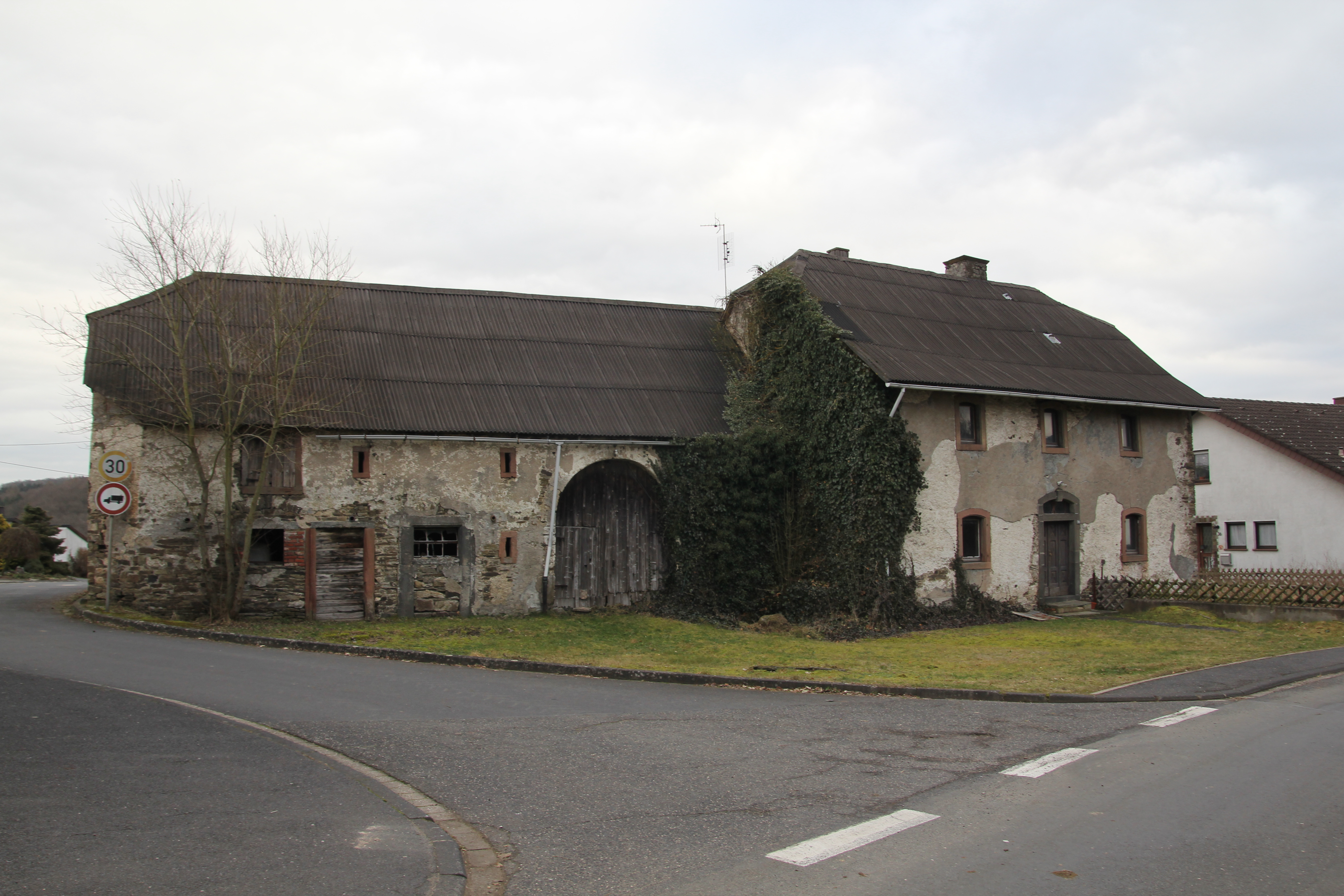
Streckhof in Nohn, Eifel

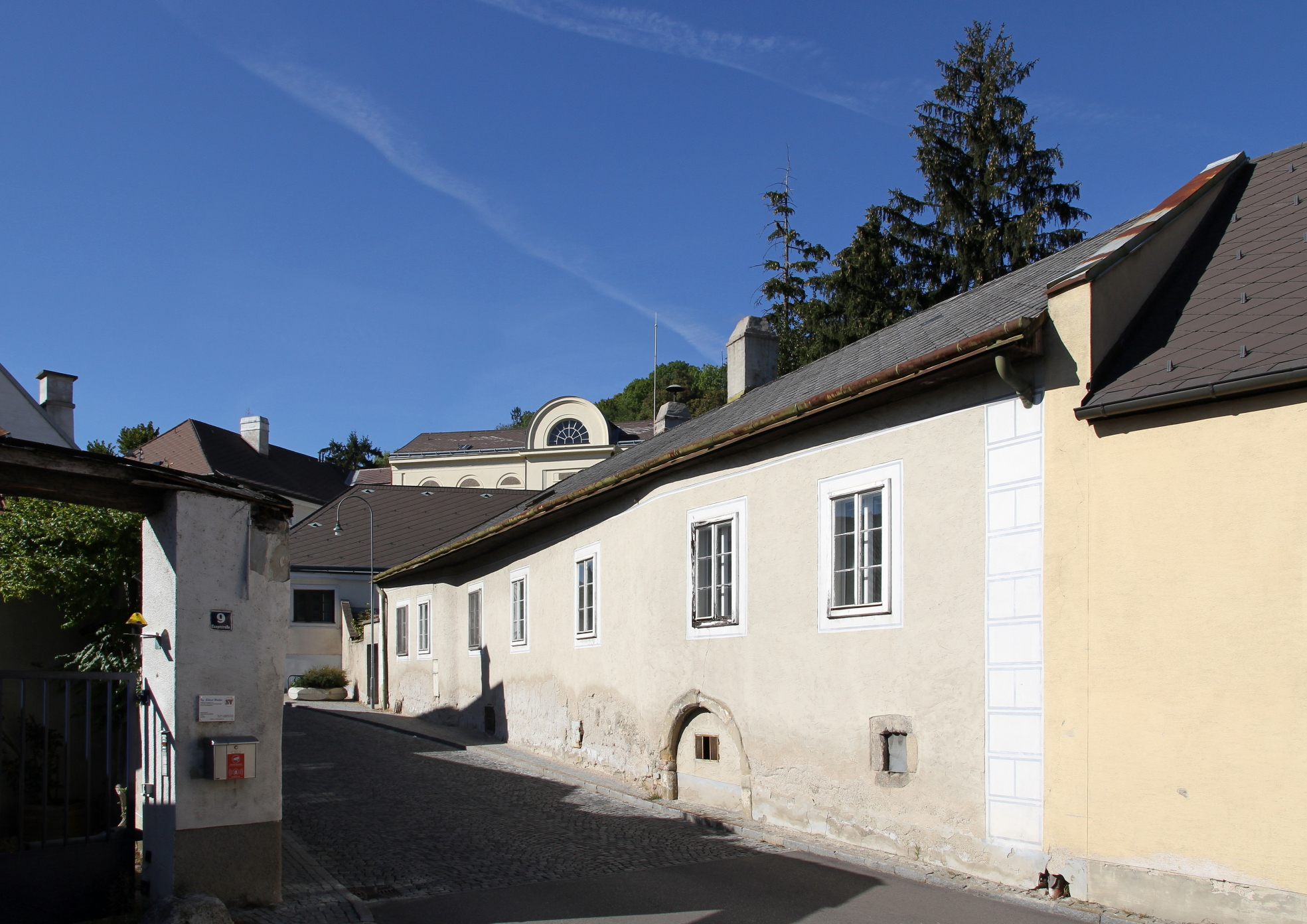
Streckhof in Weidling, Niederösterreich

Der Streckhof oder auch das Streckgehöft ist eine planmäßige landwirtschaftliche Bauform, bestehend aus eng hintereinander gebauten Wohn-, Stall-, Scheunen- und Schupfentrakten, die im Rechten Winkel, mit der Giebelseite des Wohnhauses zur Dorfstraße, platziert sind. Der schmale Hof wird dabei durch die Wand des Nachbarhofes begrenzt. Heutzutage wird die Bauform nur noch selten verwendet, wegen der kurzen Nutzungserwartung, der geringen Beständigkeit des Lehmmauerwerkes und häufigen Bränden. Gerade weil sie oft in Grenznähe zu finden sind, erlagen sie in der Vergangenheit oft Verwüstungen durch kriegerische Ereignisse.
Erhaltene Streckhöfe kommen oft in Gassendörfern wie in Altenberg vor, außerdem ist er weit verbreitet in Luxemburg, der Südeifel, im Burgenland, dem Weinviertel und generell im Donaugebiet zu finden.
Ein Hakenhof bezeichnet einen Streckhof mit angebautem Querbau entlang der Straße.

## Architektur
Beim Baumaterial überwiegt bei dieser Art von Gehöften der Mauerbau aus ungebranntem Lehm, welcher zu Ziegeln geformt und an der Luft getrocknet oder mit Erde und Ghack (gehacktes Stroh) vermischt, verarbeitet wurde. Eine weitere Verarbeitungsform waren Quaderstöcke aus dem gleichen Material, die eine würfelartige Form hatten und wie Ziegel verwendet wurden. Außerhalb der Dörfer wird auch der Blockbau (im südlichen Burgenland auch Laubholzblockbau genannt) verwendet.
Ursprünglich verwendete man als Dachdeckung Schabstroh. Schilf- und Schindeldeckung waren seltener. Erst später setzten sich die Ziegeldächer durch, beschleunigt durch die Auflagen der im 19. Jahrhundert aufkommenden Feuerversicherung. Der architektonisch reizvollste Teil der Häuser ist die hofseitig gelegene Längslaube, die sogenannte Trettn. Oft ist sie mit aufwendigen Arkaden gestaltet und erinnert an Arkadenhöfe von Schlössern oder Klosterbauten. Als Decken sind in den Wohnräumen häufig Tramdecken zu finden, wobei der Holztram oft mit dem Namen oder den Initialen des Besitzers und einer Datierung versehen ist.
In Niederösterreich werden viele Vierseithöfe durch Streckhaken- und Zwerchhöfe gebildet.
Vereinzelt gelingen Sanierungen und Umnutzungen und somit der Erhalt von historischen Streckhöfen.